# Серхио Рамос
Сѐрхио Ра̀мос Гарсѝя (на испански: Sergio Ramos García) е испански футболист, централен защитник за мексиканския Монтерей, бивш капитан на Реал Мадрид и националния отбор по футбол на Испания, световен и европейски шампион със страната си. Известен е с това, че често вкарва голове, смятан е за един от най-добрите защитници в историята. 

## Кариера
Започва кариерата си като надежден централен защитник във Севиля през 2003 г., защото като по-млад е играл на тази позиция. След като играе 2 години в Примера дивисион, става известно, че може да играе на всяка позиция в защита. Той е също известен със своето постоянство, силните си удари, центрирания, дълги пасове и игра с глава. Севиля получава много оферти за него, като накрая Реал Мадрид успява да се пребори за неговото закупуване.

## Реал Мадрид
„Реал“ купува Рамос за 27 милиона евро през лятото на 2005 г., правейки го втория най-скъп тийнейджър (след Уейн Руни) и най-скъпото попълнение в Испания. Обикновено играе като централен защитник за „Реал“, но е използван още като десен бек и дори дефанзивен халф. В „Реал“ той носи фланелката с номер 4, преди с този номер е играел Фернандо Йеро. Рамос вкара първия си гол в шампионската лига срещу Олимпиакос – мач, който впоследствие загубва с 2:1. Представянията му и усилията му го правят един от любимците на Сантяго Бернабеу. През сезон 2006/07 той показа своите умения да центрира. Показателна е асистенцията му към Раул да отбележи срещу Барселона. Рамос също показа колко е опасен при статични положения. Отбеляза 5 гола след удари с глава. Рамос вкарва първия си гол на ФК Барселона на 10 март 2007, на Камп Ноу, при равенството 3:3. Участва и в последния мач за сезона, за да помогне на Реал да вземе титлата след 3:1 срещу Майорка. На 24 май 2014 във финала на Шампионска Лига срещу Атлетико Мадрид вкарва изравнителен гол в 93-та минута и докарва срещата до продълженията, като неговият Реал Мадрид печели с 4:1 и така става шампион на Европа за рекорден 10-и път. През 2015 г. подписва нов договор с клуба, който е до 30 юни 2020 година, а заплатата му според повечето източници е в размер на 10 млн. евро на година.
На 28 май 2016 отново вкарва гол на Атлетико във финала на Шампионска лига, като този път Реал Мадрид печели своя 11-ти трофей в турнира след изпълнение на дузпи. През следващия сезон Рамос е един от лидерите на отбора и успява да спечели Шампионската лига за 3-ти път в кариерата си, както и титлата в Испания, а Реал Мадрид става първият отбор който печели турнира 2 пъти подред след преименуването му, като на финала побеждава Ювентус с 4 – 1. През сезон 2017/18 в Шампионска лига Рамос вкарва красив гол от задна ножица срещу Апоел в груповата фаза на турнира. Впоследствие Реал Мадрид печели своята 13-тя купа от турнира и 3-та поредна, като на финала побеждава Ливърпул с 3:1.
През 2020 Рамос печели титлата в Испания за 5-и път в кариерата си.

## Национален отбор
През 2004 г. Серхио Рамос става една от ключовите фигури в националния отбор на Испания до 21 години. Изиграва 6 мача и събирайки опит и интерес от други клубове. В Саламанка играе за първия отбор на 17 години, правейки го най-младия национал в последните 55 години. Впоследствие този рекорд е подобрен от Сеск Фабрегас. Той впечатлява в дебюта си в националния отбор на 26 март 2005 г. срещу Китай и спечелва място във важния мач срещу Сърбия и Черна Гора. Заради отсъствието на Мичел Салгадо той е част от стартовите 11 играча. Рамос е обявен за част от състава на Испания за Световното първенство в Германия и по-късно спечелва битката с Мичел Салгадо за титулярно място. Към 9 септември 2007 г. има 25 мача в националния отбор на своята страна.
През 2010 Рамос става световен шампион след като Националният отбор на Испания побеждава Нидерландия с 1 – 0 във финала на Световното първенство, Серхио е важна част от отбора който не допуска нито един гол в елиминациите на турнира.
Рамос също така печели и Европейското първенство 2 пъти, през 2008 и 2012.

## Статистика
- Последна промяна: 28 май 2016

| Отбор             | Сезон             | Първенство | Първенство | Купа1  | Купа1  | Европа | Европа | Други2 | Други2 | Общо   | Общо   |
| Отбор             | Сезон             | Мачове     | Голове     | Мачове | Голове | Мачове | Голове | Мачове | Голове | Мачове | Голове |
| ----------------- | ----------------- | ---------- | ---------- | ------ | ------ | ------ | ------ | ------ | ------ | ------ | ------ |
| Севиля            | 2003/04           | 7          | 0          | 0      | 0      | 0      | 0      | 0      | 0      | 7      | 0      |
| Севиля            | 2004/05           | 31         | 2          | 5      | 0      | 5      | 1      | 0      | 0      | 41     | 3      |
| Севиля            | 2005/06           | 1          | 0          | 0      | 0      | 0      | 0      | 0      | 0      | 1      | 0      |
| Севиля            | Общо              | 39         | 2          | 5      | 0      | 5      | 1      | 0      | 0      | 49     | 3      |
| Реал Мадрид       | 2005/06           | 33         | 4          | 6      | 1      | 7      | 1      | 0      | 0      | 46     | 6      |
| Реал Мадрид       | 2006/07           | 33         | 5          | 3      | 0      | 6      | 1      | 0      | 0      | 42     | 6      |
| Реал Мадрид       | 2007/08           | 33         | 5          | 5      | 1      | 7      | 0      | 0      | 0      | 45     | 6      |
| Реал Мадрид       | 2008/09           | 32         | 4          | 2      | 1      | 8      | 1      | 0      | 0      | 42     | 6      |
| Реал Мадрид       | 2009/10           | 33         | 4          | 0      | 0      | 7      | 0      | 0      | 0      | 40     | 4      |
| Реал Мадрид       | 2010/11           | 31         | 3          | 7      | 1      | 8      | 0      | 0      | 0      | 46     | 4      |
| Реал Мадрид       | 2011/12           | 34         | 3          | 6      | 0      | 11     | 1      | 0      | 0      | 51     | 4      |
| Реал Мадрид       | 2012/13           | 26         | 4          | 5      | 0      | 9      | 1      | 0      | 0      | 40     | 5      |
| Реал Мадрид       | 2013/14           | 32         | 4          | 8      | 0      | 11     | 3      | 0      | 0      | 51     | 7      |
| Реал Мадрид       | 2014/15           | 27         | 4          | 4      | 1      | 8      | 0      | 3      | 2      | 42     | 7      |
| Реал Мадрид       | 2015/16           | 23         | 2          | 0      | 0      | 10     | 1      | 0      | 0      | 33     | 3      |
| Реал Мадрид       | Общо              | 334        | 42         | 46     | 5      | 92     | 9      | 3      | 2      | 478    | 58     |
| Общо за кариерата | Общо за кариерата | 376        | 44         | 51     | 5      | 97     | 10     | 3      | 2      | 527    | 61     |

- 1Включва мачове за Суперкупата на Испания.
- 2Други включват Суперкупа на Европа и Световно клубно първенство

## Успехи

### Клубни
Реал Мадрид
- Примера дивисион (5):2006/07, 2007/08, 2011/12, 2016/17, 2019/20
- Купа на Испания (2): 2010/11, 2013/14
- Суперкупа на Испания (4): 2008, 2012, 2017, 2020
- Шампионска лига (4): 2013/14, 2015/16, 2016/17, 2017/18
- Суперкупа на Европа – (3): 2014, 2016, 2017
- Световно клубно първенство – (4): 2014, 2016, 2017, 2018

 Пари Сен Жермен
- Лига 1 – (2): 2021/22, 2022/23
- Суперкупа на Франция – (1): 2022

### Национални
- Европейски шампион с Испания (2): 2008, 2012
- Световен шампион с Испания (1): 2010

### Индивидуални
- Футболист на годината в Испания: 2005
- В отбор на годината от Европейската спортна медия (ESM): 2007/08, 2011/12
- FIFA/FIFPro World: 2008, 2011, 2012, 2013, 2014, 2015, 2016, 2017, 2018, 2019
- УЕФА отбор на годината: 2008, 2012, 2013, 2014, 2015, 2016, 2017, 2018
- УЕФА Шампионска лига отбор на сезона: 2014, 2016, 2017, 2018
- Европейско първенство отбор на турнира: 2008, 2012
- Световно първенство отбор на турнира: 2010
- Най-добър защитник в Испания: 2011/12, 2012/13, 2013/14, 2014/15, 2016/17, 2019/20
- Световно клубно първенство – златна топка: 2014
- Световно клубно първенство – голмайстор: 2014
- УЕФА Шампионска лига защитник на годната: 2017, 2018

## Личен живот
Родителите на Серхио се казват Хосе Мария и Паки. Той има по-възрастен брат Рене, който е негов агент, и сестра Мириам. Серхио казва, че майка му е най-важната жена в неговия живот и семейството и приятелите му са най-важното нещо в живота. Когато има възможност, той взема влака за Севиля, за да посети семейството си. Когато Серхио е бил по-млад, брат му Рене е бил голям фен на футбола и именно той го е окуражил да се присъедини към първия си клуб в родния град ФК Камас. Серхио посвещава гола си срещу Стяуа (17.10.06) на брат си, който току-що е разбрал, че ще става баща. Племенницата на Серхио, Даниела, е родена през юни 2007 г.

## Любопитни факти
- На 19-ия му рожден ден испанско списание публикува негови голи снимки. Той дарява парите от снимките на жертвите от цунамито в Южна Азия. Щом е за добра кауза, Серхио казва, че няма да се замисли пак да се снима гол.
- Има няколко татуировки, които изобразяват важни неща в живота му. На дясната си китка е татуирана банда, която има голямо значение за Серхио и брат му, който има същия татус на своята китка. От вътрешната страна на ръката си е написано „I will never forget you“ (Никога няма да те забравя) написано ръкописно, точно над друга татуировка: „JM VII P.“. „JM“ и „P“ са инициалите на родителите му, а „VII“ е неговото щастливо число. На един от пръстите си е татуирал инициалите, както и тези на брат си и сестра си: „MSR.“
- Обича бикоборството и като малък е мечтаел да стане бикоборец.
- Прекъсва образованието си, за да играе професионално в Севиля и завършва средно образование през 2014 г.[5][6][7]